# Чемпионат России по гиревому спорту 2012
Чемпионат России по гиревому спорту 2012 года — главное событие года в российском гиревом спорте, которое проходило с 9 по 12 июня 2012 года в городе Оренбурге. В соревнованиях приняли участие представители из 35 регионов России.
Чемпионат России проходит ежегодно, участники отбираются по результатам двух полуфиналов. По результатам Чемпионата России формируется сборная команда страны для участия в предстоящих чемпионатах мира и Европы.
Главный судья соревнований —  Баранов В. В.. Главный секретарь —  Гоголев М. Н.

## Результаты

### Мужчины

#### Длинный цикл
| Весовая категория | 1 место            | Результат | 2 место            | Результат | 3 место            | Результат |
| ----------------- | ------------------ | --------- | ------------------ | --------- | ------------------ | --------- |
| до 63 кг.         | Рябков Алексей     | 57        | Склема Дмитрий     | 50        | Толстов Максим     | 42        |
| до 68 кг.         | Шипицин Максим     | 73 NR     | Губарев Кирилл     | 68        | Чокан Пётр         | 62        |
| до 73 кг.         | Беляев Иван        | 78 NR     | Глущенко Евгений   | 73        | Коломацкий Алексей | 63        |
| до 78 кг.         | Полянский Владимир | 78        | Татьяненко Николай | 65        | Мартыневич Иван    | 65        |
| до 85 кг.         | Васильев Денис     | 83 NR     | Коршунов Сергей    | 64        | Жижикин Алексей    | 63        |
| до 95 кг.         | Любимский Сергей   | 70        | Стаханов Алексей   | 70        | Виноградов Михаил  | 69        |
| до 105 кг.        | Гришаев Николай    | 72        | Лапшин Николай     | 68        | Безверхов Евгений  | 63        |
| свыше 105 кг.     | Иван Маков         | 72        | Сорокин Сергей     | 56        | Беляев Дмитрий     | 55        |

#### Двоеборье
| Весовая категория | 1 место                  | Результат | 2 место          | Результат | 3 место           | Результат |
| ----------------- | ------------------------ | --------- | ---------------- | --------- | ----------------- | --------- |
| до 63 кг.         | Бенидзе Джони            | 194       | Сутягин Валентин | 151       | Журавлёв Виталий  | 147       |
| до 68 кг.         | Мартыневич Иван          | 200,5     | Яковлев Евгений  | 168       | Мещеряков Сергей  | 157       |
| до 73 кг.         | Хвостов Александр        | 200       | Бобров Владимир  | 184,5     | Глущенко Евгений  | 184       |
| до 78 кг.         | Квашнин Михаил           | 214,5     | Бетнев Андрей    | 210       | Павлов Валерий    | 209,5     |
| до 85 кг.         | Анасенко Антон           | 243,5     | Малинин Алексей  | 202,5     | Виноградов Михаил | 175,5     |
| до 95 кг.         | Кравцов Андрей           | 225,5     | Чикин Александр  | 195       | Бабкин Анатолий   | 185,5     |
| до 105 кг.        | Стрекаловских Константин | 246       | Жданов Владимир  | 168       | Елисеев Виктор    | 160       |
| свыше 105 кг.     | Михалев Александр        | 198,5     | Бутаков Сергей   | 171       | Королев Сергей    | 165       |

#### Эстафета
| Дисциплина             | 1 место         | Результат | 2 место              | Результат | 3 место            | Результат |
| ---------------------- | --------------- | --------- | -------------------- | --------- | ------------------ | --------- |
| Толчок в длинном цикле | Санкт-Петербург | 166       | Брянская область     | 164       | Смоленская область | 154       |
| Толчок классический    | Омская область  | 271       | Оренбургская область | 194       |                    |           |

### Женщины

#### Рывок
| Весовая категория | 1 место              | Результат | 2 место              | Результат | 3 место            | Результат |
| ----------------- | -------------------- | --------- | -------------------- | --------- | ------------------ | --------- |
| до 58 кг.         | Павлова Джанита      | 121       | Нужных Людмила       | 115       | Горбунова Наталья  | 114       |
| до 63 кг.         | Дедюхина Ксения      | 178 NR    | Мякишева Ирина       | 125       | Барбакова Наталья  | 120       |
| до 68 кг.         | Загребина Оксана     | 144 NR    | Циплухина Александра | 125       | Пянко Ирина        | 109       |
| свыше 68 кг.      | Золотарёва Анастасия | 170       | Иваненко Татьяна     | 144       | Островская Надежда | 130       |

## Медальный зачёт
Медальный зачёт подсчитывается исходя из занятых мест спортсменами. За 1 место региону даётся 20 очков. За 2 место - 18 очков, за 3 место - 16 очков, за 4 место даётся 15 очков. За все последующие места даётся на 1 очко меньше.
| Место | Регион               | Очки |
| ----- | -------------------- | ---- |
| 1     | Санкт-Петербург      | 204  |
| 2     | Тюменская область    | 201  |
| 3     | Омская область       | 179  |
| 4     | Томская область      | 155  |
| 5     | ХМАО - Югра          | 152  |
| 6     | Оренбургская область | 147  |
| 7     | Ярославская область  | 102  |
| 8     | Республика Коми      | 82   |
| 9     | Брянская область     | 80   |
| 10    | ЯНАО                 | 79   |